# Willie Smith (saxophoniste)
Pour les articles homonymes, voir William Smith et Smith.
Ne doit pas être confondu avec Bill Smith.
Willie Smith (né le 25 novembre 1910 à Charleston et mort le 7 mars 1967 à Los Angeles) est un saxophoniste alto et clarinettiste de jazz américain.

## Biographie
Il débute en 1926 dans les Boston serenaders à la clarinette et entre en 1929 dans l'orchestre de Jimmie Lunceford qu'il quitte en 1942. Il joue pendant un an dans l'orchestre de Charlie Spivak et devient instructeur musical dans l'armée américaine. Fin 1944 il entre dans l'orchestre du trompettiste Harry James qu'il quitte en 1951, date à laquelle Duke Ellington lui propose d'intégrer son orchestre avec la redoutable tâche de remplacer Johnny Hodges. En 1952 il travaille avec Billy May et l'année suivante il participe à une tournée européenne avec le JATP. En 1954 après avoir dirigé quelque temps sa propre formation, il revient dans l'orchestre d'Harry James jusqu'en 1963. En 1965 il travaille avec Johnny Rivers puis avec Charlie Barnet. Il décède en mars 1967 des suites d'un cancer à Los Angeles.

## Discographie
- Uptown blues, 1939
- Blue blazes, 1939
- What's your story morning glory, 1940
- Blues in the night, 1941
- Take the A train, 1960

### Source
- Philippe Carles, André Clergeat, Dictionnaire du jazz, Robert Laffont, coll. « Bouquins », 1988, p. 952